# Шифрин, Ниссон Абрамович
Ни́ссон Абра́мович Шифри́н (имя при рождении Нисон; 16 [28] июня 1892, Киев, Российская империя — 3 апреля 1961, Москва, СССР) — советский театральный художник. Народный художник РСФСР (1958). Лауреат двух Сталинских премий (1949, 1951).

## Биография
Родился 15 июня 1892 года в Киеве, в семье васильковского (раннее кролевецкого) купеческого 2-й гильдии сына Абрама Янкелевича Шифрина (1866—?) и Хаи Нисоновны Подрайской. Рано остался без матери (в 1901 году отец, к тому времени уже купец второй гильдии, вторично женился). Получил традиционное еврейское образование, затем был отдан на обучение в гимназию, по окончании которой, в 1911 году, подчинившись воле родителей, поступил в Киевский коммерческий институт. Одновременно, следуя собственному призванию, в 1912—1915 годах учился в Киевском художественном училище.
В 1916 году Шифрин окончил институт, но коммерсантом так и не стал: в 1918—1919 годах учился в студии А. А. Экстер — одного из лидеров русского художественного авангарда; в 1920—1921 годах — в Украинской академии художеств в Киеве. Член ОСТ с 1925 года.
В 1918 году был одним из организаторов художественной секции киевской «Култур-лиге» (идиш קולטור-ליגע‎), ставившей целью создание современного еврейского национального искусства. Выставлялся в двух экспозициях Култур-лиге в феврале — марте 1920 года и в марте  — апреле 1922 года, преподавал в созданной при ней художественной студии; в 1922—1924 годах занимался иллюстрациями книг современных авторов на идише (в том числе «Дос пантофеле» — «Туфелька», Киев, 1923; «Дер цигайнер» — «Цыган», Киев, 1924, Ицика Кипниса).
Преподавал во Вхутеине (1929—1930), Полиграфическом институте (1931—1932), ГИТИС имени А. В. Луначарского (1934—1936) — в Москве.
Главный художник ЦТСА (1935—1961). На протяжении 1930—1940-х годов не прерывалось его сотрудничество с еврейскими театрами. Выступал также в качестве живописца и иллюстратора, в частности оформил книгу В. В. Маяковского «Кем быть?» (1929). Член ВКП(б) с 1942 года.
Умер 3 апреля 1961 года. Похоронен в Москве на Введенском кладбище (участок № 2).

### Семья
Жена — Маргарита (Мага) Генриховна Генке-Шифрина (1889—1954), художница.

## Оформил спектакли
- 1934 — «Гибель эскадры» А. Е. Корнейчука
- 1935 — «Укрощение строптивой» Шекспира
- 1944 — «Сталинградцы» Ю. П. Чепурина
- 1948 — «Московский характер» А. В. Софронова
- 1950 — «Флаг адмирала» А. П. Штейна; «Разлом» Б. А. Лавренёва
- 1957 — «Поднятая целина» М. А. Шолохова
- 1958 — «Барабанщица» А. Д. Салынского
- 1960 — «Чайка» А. П. Чехова

## Фильмография
- 1944 — Малахов курган — оператор
- 1945 — Великий перелом — оператор (совместно с А. Н. Кольцатым)
- 1958 — Шофёр поневоле — оператор
- 1961 — Укрощение строптивой — художник (совместно с В. В. Голиковым)

## Премии и награды
- Сталинская премия первой степени (1949) — за оформление спектакля «Московский характер» А. В. Софронова.[7]
- Сталинская премия второй степени (1951) — за оформление спектакля «Флаг адмирала» А. П. Штейна.
- Заслуженный деятель искусств РСФСР (1946).
- Народный художник РСФСР (1958).